# Dadullah Akhund
Mulla Dadullah Akhund, född omkr. 1966 i Uruzgan, död 12 maj 2007 i Helmand, var islamist och en av de högsta militära befälhavarna för talibanstyrkorna i Afghanistan. Han förde befälet för talibanrebeller i östra och sydöstra delarna av landet. Han ska ha stått Talibans högste ledare Mulla Omar nära. I mars 2007 påstods Dadullah ha legat bakom kidnappningen av den italienske journalisten Daniele Mastrogiacomo och dennes afghanska medarbetare i Afghanistan. Mastrogiacomo släpptes senare efter en överenskommelse, medan de afghanska medarbetarna mördades av talibansoldater.
Den 13 maj meddelade afghanska regeringskällor att Dadullah dödats i en strid med afghanska regeringsstyrkor och allierade trupper föregående dag  . NATO-talesmän bekräftade också Dadullahs död. Kroppen förevisades för journalister.